# Xylotrechus bifenestratus
Xylotrechus bifenestratus là một loài bọ cánh cứng trong họ Cerambycidae.